# بروس ليستير
بروس ليستير (بالإنجليزية: Bruce Lester) هو ممثل بريطاني، ولد في 6 يونيو 1912 في جنوب أفريقيا، وتوفي في 13 يونيو 2008 بلوس أنجلوس في الولايات المتحدة.

## أعمال

### أفلام
- (1938) لو كنت ملك
- (1940) الرسالة
- (1940) كبرياء وتحامل

## وصلات خارجية
- بروس ليستير على موقع IMDb (الإنجليزية)
- بروس ليستير على موقع قاعدة بيانات الأفلام السويدية (السويدية)
- بروس ليستير على موقع قاعدة بيانات الفيلم (الإنجليزية)
- بروس ليستير على موقع كينوبويسك (الروسية)